# 문필공화국
문필공화국(라틴어: Respublica literaria 레스푸블리카 리테라리아[*])은 17-18세기 유럽과 미주의 지식인들이 장거리 서신교환을 통해 구축한 지식네트워크를 말한다.
문필공화국은 17세기에 국경을 넘어 서로의 언어·문화의 차이를 존중하는 소위 지식인들의 공동체로서 등장했다. 국경을 초월한 공동체로서 문필공화국은 형이상학적 공화국의 기저를 형성했다.:7 여성의 사회진출이 어려운 시대였기에 문필공화국의 구성원들은 거의 전부 남자들이었다. 그래서 학자에 따라서는 문필공화국을 “men of letters”라고도 한다.
17세기 문필공화국의 “공화국 시민”들은 서로 서신을 주고받고, 논문과 책자를 교환했으며, 서신 유통망을 확대시켜 새로운 시민을 공화국에 포섭하여 공화국을 확장하는 것을 의무시하였다.:17
“문필공화국”이라는 말 자체는 프란체스코 바르바로가 포기오 브라키올리니에게 보낸 1417년 7월 6일자 편지에서 처음 발견된다. 16세기와 17세기를 거치며 점점 더 많이 사용되는 말이 되어, 17세기 말에는 여러 주요 학술지의 제목에 “문필공화국”이라는 말이 포함되기에 이르렀다. 그러나 17세기 문필공화국이 언제부터 실존하기 시작했는지 기점을 잡는 것은 어려운 문제다. 어떤 학자들은 피에르 벨이 1684년에 학술지 제목을 『문필공화국소식지』(Nouvelles de la République des Lettres)로 정하면서 “문필공화국”이라는 말을 프랑스어로 번역한 것이 최초라고 비정한다. 하지만 여기에 동의하지 않는 역사학자들도 있다.:273 문필공화국이 한림원이나 학회와 달리 구체적인 실체가 있는 조직이 아니라 구성원들의 마음 속에 있는 형이상학적 공화국이라는 점 때문에 이 기원 비정의 문제는 더 어려워진다.:2
문필공화국이 계몽주의 사상에 얼마나 영향을 미쳤는지 그 중요도 역시 역사학자들 사이에 제설이 있다. 오늘날 영미 역사학계에서는 문필공화국이 계몽주의에 얼마나 영향을 미쳤든 간에, 문필공화국과 게몽주의는 서로 구분되는 별개의 현상이었다는 데 동의하고 있다.:8